# Amalodeta tineoides
Amalodeta tineoides är en fjärilsart som beskrevs av Alfred Ernest Wileman och Reginald James West 1928.
Amalodeta tineoides ingår i släktet Amalodeta och familjen björnspinnare. Inga underarter finns listade i Catalogue of Life.